# Elisabetta Mijno
Elisabetta Mijno, née le 10 janvier 1986 à Moncalieri (Piémont), est une archère handisport italienne. Elle possède quatre médailles paralympiques : deux en argent (2012, 2021) et deux en bronze (2016, 2024).

## Carrière
Victime d'un accident de la route à l'âge de 5 ans qui la rend paraplégique, elle se déplace en fauteuil roulant. En 2014, elle obtient un diplôme en médecine de l'université de Turin et se spécialise dans la chirurgie de la main.
Mijno fait ses débuts paralympiques aux Jeux de 2008 mais monte sur son premier podium lors de ceux de 2012, en remportant l'argent en individuel. Lors des Jeux paralympiques d'été de 2020, elle remporte la médaille d'argent par équipes mixtes en arc classique avec Stefano Travisani. En 2024, elle prend cette fois la médaille de bronze dans l'épreuve individuelle.